# Orobanche brassicae
Orobanche brassicae là loài thực vật có hoa thuộc họ Cỏ chổi. Loài này được (Novopokr.) Novopokr. mô tả khoa học đầu tiên năm 1929.